# Coupe de Pologne de football

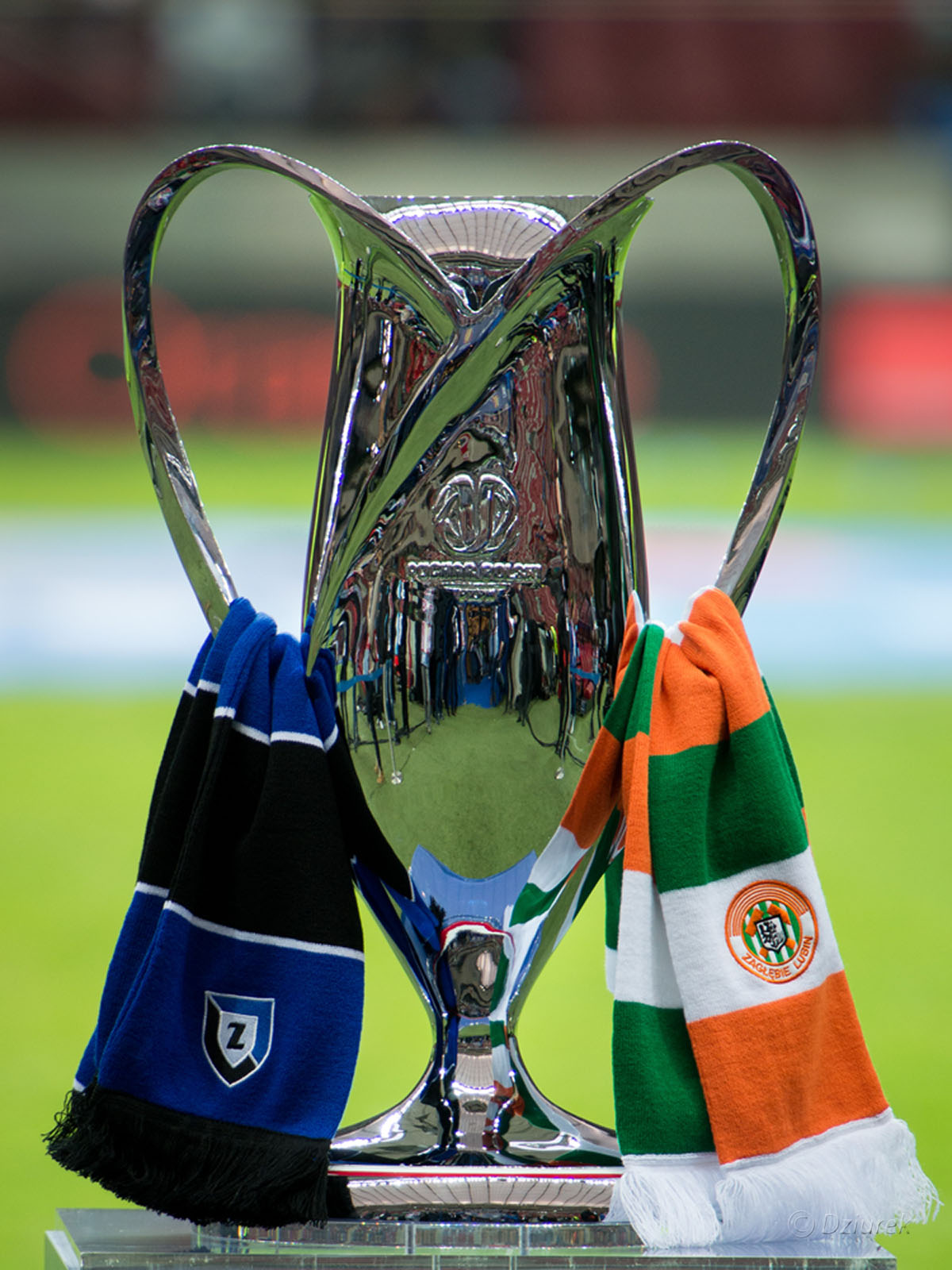
Coupe de Pologne 2014 avec les écharpes du Zawisza Bydgoszcz et du Zagłębie Lubin

La Coupe de Pologne de football (Puchar Polski) est une compétition de football créée en 1925 et opposant les clubs polonais. Elle se déroule annuellement depuis 1951, et est la deuxième plus importante compétition de football dans le pays, derrière le championnat de première division. En raison de la participation massive des équipes, le tournoi est souvent appelé la Coupe des mille équipes (Puchar Tysiaca Druzyn).
La participation est ouverte à tout club enregistré auprès de la fédération polonaise, y compris les équipes réserves. Les clubs de division inférieure sont opposés entre eux lors des tours de qualification, qui comme les seizièmes et huitièmes de finale se disputent en matches à élimination directe.

## Palmarès
| Année     | Vainqueur             | Finaliste             | Résultat             | Détails      |              |
| --------- | --------------------- | --------------------- | -------------------- | ------------ | ------------ |
| 1926      | Wisła Cracovie        | Sparta Lwów           | 2 - 1                |              |              |
| 1927-1950 | non disputée          | non disputée          | non disputée         | non disputée | non disputée |
| 1951      | Ruch Chorzów          | Wisła Cracovie        | 2 - 0                |              |              |
| 1952      | Polonia Varsovie      | Legia Varsovie        | 1 - 0                |              |              |
| 1953      | non disputée          | non disputée          | non disputée         | non disputée | non disputée |
| 1954      | Gwardia Varsovie      | Wisła Cracovie        | 0 - 0 3 - 1          |              |              |
| 1955      | Legia Varsovie        | Lechia Gdańsk         | 5 - 0                |              |              |
| 1956      | Legia Varsovie        | Górnik Zabrze         | 3 - 0                |              |              |
| 1957      | ŁKS Łódź              | Górnik Zabrze         | 2 - 1                |              |              |
| 1958-1961 | non disputée          | non disputée          | non disputée         | non disputée | non disputée |
| 1962      | Zagłębie Sosnowiec    | Górnik Zabrze         | 2 - 1                |              |              |
| 1963      | Zagłębie Sosnowiec    | Ruch Chorzów          | 2 - 0                |              |              |
| 1964      | Legia Varsovie        | Polonia Bytom         | 2 - 1 ap             |              |              |
| 1965      | Górnik Zabrze         | Czarni Zagan          | 4 - 0                |              |              |
| 1966      | Legia Varsovie        | Górnik Zabrze         | 2 - 1 ap             |              |              |
| 1967      | Wisła Cracovie        | Raków Częstochowa     | 2 - 0 ap             |              |              |
| 1968      | Górnik Zabrze         | Ruch Chorzów          | 3 - 0                |              |              |
| 1969      | Górnik Zabrze         | Legia Varsovie        | 2 - 0                |              |              |
| 1970      | Górnik Zabrze         | Ruch Chorzów          | 3 - 1                |              |              |
| 1971      | Górnik Zabrze         | Zagłębie Sosnowiec    | 3 - 1                |              |              |
| 1972      | Górnik Zabrze         | Legia Varsovie        | 5 - 2                |              |              |
| 1973      | Legia Varsovie        | Polonia Bytom         | 0 - 0 ap (4 - 2 tab) |              |              |
| 1974      | Ruch Chorzów          | Gwardia Varsovie      | 2 - 0                |              |              |
| 1975      | Stal Rzeszów          | ROW Rybnik            | 0 - 0 ap (3 - 2 tab) |              |              |
| 1976      | Śląsk Wrocław         | Stal Mielec           | 2 - 0                |              |              |
| 1977      | Zagłębie Sosnowiec    | Polonia Bytom         | 1 - 0                |              |              |
| 1978      | Zagłębie Sosnowiec    | Piast Gliwice         | 2 - 0                |              |              |
| 1979      | Arka Gdynia           | Wisła Cracovie        | 2 - 1                |              |              |
| 1980      | Legia Varsovie        | Lech Poznań           | 5 - 0                |              |              |
| 1981      | Legia Varsovie        | Pogoń Szczecin        | 1 - 0 ap             |              |              |
| 1982      | Lech Poznań           | Pogoń Szczecin        | 1 - 0                |              |              |
| 1983      | Lechia Gdańsk         | Piast Gliwice         | 2 - 1                |              |              |
| 1984      | Lech Poznań           | Wisła Cracovie        | 3 - 0                |              |              |
| 1985      | Widzew Łódź           | GKS Katowice          | 0 - 0 ap (3 - 2 tab) |              |              |
| 1986      | GKS Katowice          | Górnik Zabrze         | 4 - 1                |              |              |
| 1987      | Śląsk Wrocław         | GKS Katowice          | 0 - 0 ap (4 - 3 tab) |              |              |
| 1988      | Lech Poznań           | Legia Varsovie        | 1 - 1 ap (3 - 2 tab) |              |              |
| 1989      | Legia Varsovie        | Jagiellonia Białystok | 5 - 2                |              |              |
| 1990      | Legia Varsovie        | GKS Katowice          | 2 - 0                |              |              |
| 1991      | GKS Katowice          | Legia Varsovie        | 1 - 0                |              |              |
| 1992      | Miedź Legnica         | Górnik Zabrze         | 1 - 1 ap (4 - 3 tab) |              |              |
| 1993      | GKS Katowice          | Ruch Chorzów          | 1 - 1 ap (5 - 4 tab) |              |              |
| 1994      | Legia Varsovie        | ŁKS Łódź              | 2 - 0                |              |              |
| 1995      | Legia Varsovie        | GKS Katowice          | 2 - 0                |              |              |
| 1996      | Ruch Chorzów          | GKS Bełchatów         | 1 - 0                |              |              |
| 1997      | Legia Varsovie        | GKS Katowice          | 2 - 0                |              |              |
| 1998      | Amica Wronki          | Aluminium Konin       | 5 - 3 ap             |              |              |
| 1999      | Amica Wronki          | GKS Bełchatów         | 1 - 0                |              |              |
| 2000      | Amica Wronki          | Wisła Cracovie        | 2 - 2 3 - 0          |              |              |
| 2001      | Polonia Varsovie      | Górnik Zabrze         | 2 - 1 2 - 2          |              |              |
| 2002      | Wisła Cracovie        | Amica Wronki          | 4 - 2 4 - 0          |              |              |
| 2003      | Wisła Cracovie        | Wisła Płock           | 0 - 1 3 - 0          |              |              |
| 2004      | Lech Poznań           | Legia Varsovie        | 2 - 0 0 - 1          |              |              |
| 2005      | Dyskobolia            | Zagłębie Lubin        | 2 - 0 0 - 1          |              |              |
| 2006      | Wisła Płock           | Zagłębie Lubin        | 3 - 2 3 - 1          |              |              |
| 2007      | Dyskobolia            | Korona Kielce         | 2 - 0                | Détails      |              |
| 2008      | Legia Varsovie        | Wisła Cracovie        | 0 - 0 ap (4 - 3 tab) | Détails      |              |
| 2009      | Lech Poznań           | Ruch Chorzów          | 1 - 0                | Détails      |              |
| 2010      | Jagiellonia Białystok | Pogon Szczecin        | 1 - 0                | Détails      |              |
| 2011      | Legia Varsovie        | Lech Poznań           | 1 - 1 ap (5 - 4 tab) | Détails      |              |
| 2012      | Legia Varsovie        | Ruch Chorzów          | 3 - 0                | Détails      |              |
| 2013      | Legia Varsovie        | Śląsk Wrocław         | 2 - 0 0 - 1          | Détails      |              |
| 2014      | Zawisza Bydgoszcz     | Zagłębie Lubin        | 0 - 0 ap (6 - 5 tab) | Détails      |              |
| 2015      | Legia Varsovie        | Lech Poznań           | 2 - 1                | Détails      |              |
| 2016      | Legia Varsovie        | Lech Poznań           | 1 - 0                | Détails      |              |
| 2017      | Arka Gdynia           | Lech Poznań           | 2 - 1 ap             | Détails      |              |
| 2018      | Legia Varsovie        | Arka Gdynia           | 2 - 1                | Détails      |              |
| 2019      | Lechia Gdańsk         | Jagiellonia Białystok | 1 - 0                | Détails      |              |
| 2020      | KS Cracovia           | Lechia Gdańsk         | 3 - 2 ap             | Détails      |              |
| 2021      | Raków Częstochowa     | Arka Gdynia           | 2 - 1                | Détails      |              |
| 2022      | Raków Częstochowa     | Lech Poznań           | 3 - 1                | Détails      |              |
| 2023      | Legia Varsovie        | Raków Częstochowa     | 0 - 0 ap (6 - 5 tab) | Détails      |              |
| 2024      | Wisła Cracovie        | Pogoń Szczecin        | 2 - 1 ap             | Détails      |              |
| 2025      | Legia Varsovie        | Pogoń Szczecin        | 4 - 3                | Détails      |              |

## Bilan
| Titres | Club                  | Année(s) |
| ------ | --------------------- | --- |
| 21     | Legia Varsovie        | 1955, 1956, 1964, 1966, 1973, 1980, 1981, 1989, 1990, 1994, 1995, 1997, 2008, 2011, 2012, 2013, 2015, 2016, 2018, 2023, 2025 |
| 6      | Górnik Zabrze         | 1965, 1968, 1969, 1970, 1971, 1972                                                                                           |
| 5      | Lech Poznań           | 1982, 1984, 1988, 2004, 2009                                                                                                 |
| 5      | Wisła Cracovie        | 1926, 1967, 2002, 2003, 2024                                                                                                 |
| 4      | Zagłębie Sosnowiec    | 1962, 1963, 1977, 1978 |
| 3      | Amica Wronki          | 1998, 1999, 2000 |
| 3      | Ruch Chorzów          | 1951, 1974, 1996 |
| 3      | GKS Katowice          | 1986, 1991, 1993 |
| 2      | Arka Gdynia           | 1979, 2017 |
| 2      | Dyskobolia            | 2005, 2007 |
| 2      | Polonia Varsovie      | 1952, 2001 |
| 2      | Śląsk Wrocław         | 1976, 1987 |
| 2      | Lechia Gdańsk         | 1983, 2019 |
| 2      | Raków Częstochowa     | 2021, 2022 |
| 1      | Cracovia              | 2020 |
| 1      | Zawisza Bydgoszcz     | 2014 |
| 1      | Jagiellonia Białystok | 2010 |
| 1      | Wisła Płock           | 2006 |
| 1      | Miedź Legnica         | 1992 |
| 1      | Widzew Łódź           | 1985 |
| 1      | Stal Rzeszów          | 1975 |
| 1      | ŁKS Łódź              | 1957 |
| 1      | Gwardia Varsovie      | 1954 |